# Николаос Моракис
непознато
Николаос Моракис (грч. Νικόλαος Μοράκης) је био грчки стрелац који је учествовао на Олимпијским играма 1896. у Атини.
Моракис се такмичио у дисциплини војнички пиштољ. Заузео је треће место, иза американаца, браће Џона и Самнера Пејна.